# Devil’s Den Preserve
Das Lucius Pond Ordway Devil’s Den Preserve in Weston und Redding im Bundesstaat Connecticut, ist mit 7,07 km² (1746 acre) das größte Reservat in Fairfield County (Connecticut). Damit ist es eines der größeren Reservate im New York Metropolitan Area. Der Name des Reservats beruht auf örtlichen Legenden. Die Köhler in dem hügeligen, felsigen Gebiet behaupteten, dass das hufförmige Mal in einem der Findlinge ein Hufabdruck des Teufels sei.
Devil’s Den ist das meistbesuchte Reservat, das von der Nature Conservancy von Connecticut geführt wird, mit 40.000 Besuchern pro Jahr. Der Eingang befindet sich an der Pent Road in Weston. Der Park ist geöffnet von Sonnenaufgang bis Sonnenuntergang.
Das New Canaan Nature Center veranstaltet geführte Wanderungen und bietet Aktionen an. Das Reservat verfügt über Wanderwege mit insgesamt 32 km Länge. Karten sind am Parkplatz der Pent Road erhältlich. Die Wanderwege schließen sich an das Saugatuck Valley Trails System (110 km) an.

## Geographie
Das Reservat gehört zum Einzugsgebiet des westlichen Saugatuck River. Diesem westlichen Zweig fließen aus dem Gebiet einige Bäche zu, die zum Teil im Park selbst entspringen, z. B. Ambler Brook (mit Sap Brook) und der Godfrey Brook, der selbst einen ganzen Schwarm von Zuflüssen hat: unter anderen, namenlosen den Perry Brook und den Mangold Brook. Die Bäche verlaufen im Großen und Ganzen von Norden nach Süden. Der Ambler Brook im Westen bildet eine kleine Schlucht und am Godfrey Brook befindet sich eine Sägemühle. Kurz bevor dieser Bach den Park verlässt, bildet er den Godfrey Pond. Einige Hügelkämme bieten Aussichtspunkte: Cedar Cliff, Great Ledge, Deer Knoll, Katharine Hill und andere.
Im Norden schließt sich das Brinkenhoff Preserve an.

## Natur
Flora und Fauna im Reservat brüsten sich mit mehr als 500 Arten von Bäumen und Gewächsen, wie z. B. Stängelloser Frauenschuh, Kardinals-Lobelie, und Monotropoideae. An Tieren sind Rotluchs, Kojote und Nordamerikanischer Kupferkopf hervorzuheben und man kann mehr als 140 Vogelarten beobachten, wie z. B. Brautente, Kragenhuhn und Helmspecht.

## Geschichte
In dem Gebiet lassen sich Spuren menschlicher Besiedlung bis 3000 v. Chr. nachweisen (vor allem Reste von Jagdwaffen). Im 19. Jahrhundert gab es eine Sägemühle, die von der Köhler- und Holz-Industrie im Gebiet Zeugnis gibt.
Vom 25. bis 27. April 1777, wird überliefert, hätten sich Bewohner von Redding und Weston in Devil’s Den versteckt, um der Plünderung durch eine britische Einheit zu entgehen, die vom Long Island Sound nach Norden zog, um ein militärisches Nachschublager in Danbury (Connecticut) zu zerstören.
Der Park selbst wurde durch Katharine Ordway gegründet, die 1966 1.100 acre Land von der Bridgeport Hydraulic Company erwarb und 1968 noch mehr Land dazugewann.